# Nima Elbagir
Nima Elbagir (Khartoem, Soedan, juli 1978) is een Soedanese journaliste en bekroonde internationale televisie-correspondente.
Elbagir verbond zich begin 2011 aan CNN als internationale correspondent.

In 2008 werden haar twee Foreign Press Association Awards toegekend, te weten  a.TV News Story of the Year en b. de Broadcast Journalist of the Year. Zij werd ook genomineerd voor andere onderscheidingen, waaronder de Amnesty Award for Human Rights Journalism en de One World Broadcast Awards. In 2008 bereikte ze de Shortlist voor Young Journalist of the Year voor de Royal Television Society Awards en in 2016 noemde de maatschappij haar de Specialist Journalist of the Year.
Haar werk bracht haar "naar enkele van de donkerste en moeilijkste plaatsen in de wereld om over te rapporteren in de afgelopen twaalf maanden", luidde de motivering, met de toevoeging dat Elbagir "zowel grote vastberadenheid en moed had getoond, als diepe medemenselijkheid. Zij benadrukte de benarde toestand van jonge mensen die zwerven tussen continenten en beheerste de nodige talen om hun reizen te volgen op een manier, waartoe niemand anders in staat is. 
Haar onbevreesde reportages uit Afrika en het Midden Oosten brachten mee "dat zij vergeleken werd met CNN's senior internationaal reporter Christiane Amanpour", schreef media-commentator Maggie Brown op 27 februari 2016's in The Observer.

## Afkomst en opleiding
Nima Elbagir werd geboren in 1978 in Khartoem, Soedan. Haar vader Ahmed Abdullah Elbagir was een journalist, die voor haar geboorte gevangen werd gezet, en haar moeder, Ibtisam Affan, was de eerste uitgever in Soedan. Elbagir is van Noord-Soedanese afkomst. Op driejarige leeftijd verhuisde zij naar het Verenigd Koninkrijk. Toe ze acht was keerde zij terug naar Soedan. Na zes jaar emigreerde ze weer naar  het Verenigd Koninkrijk.
Elbagir werd opgeleid in Soedan en Brittannië. Ze behaalde een bachelorgraad aan de London School of Economics.
Zij spreekt vloeiend Arabisch en Engels.

## Carrière
Elbagir begon haar journalistieke carrière in 2002 als stagiaire bij persbureau Reuters. Ze deed vanuit Soedan verslag van het smeulende conflict in de regio Darfur. Tegelijkertijd leverde ze kopij voor de Economist, FT en Radio France International. Ze bleef als in Londen gevestigde stagiair werkzaam bij Reuters tot 2005. Vervolgens rolde ze in de omroep-journalistiek en was ze betrokken bij de lancering van More4 News. Daar bracht zij diverse exclusieve reportages, waaronder o.a. een interview met de Zuid-Afrikaanse president Jacob Zuma voorafgaande aan zijn proces in 2006 wegens verkrachting, alsmede een reportage uit Mogadishu tijdens het Amerikaanse bombardement van Somalië in januari 2007 en de eerste door tv-beelden gesteunde bewijzen van smokkel van Iraanse wapens naar de Taliban in 2009.
Elbagir deed verslag uit Somalië tijdens het hoogtepunt van de hongersnood in de Hoorn van Afrika, tijdens welke zij een exclusief telefonisch interview kon hebben met Safia Gadhafi, de echtgenote voormalige Libische leider. Tijdens het volgen van de revolutie in Egypte interviewde zij minister van Justitie Mohamed Abdelaziz al-Juindy, die de doodstraf eiste voor de voormalige president Hosni Moebarak. Ook deed ze verslag over het onafhankelijk worden van de nieuwe Afrikaanse staat Zuid-Soedan.

#### CNN
In februari 2011 trad zij als in Londen gevestigd correspondente toe tot de CNN-organisatie..
Met groot persoonlijk risico deed Elbagir verslag van de uitbraak van Ebola die West Afrika teisterde in 2014, door de Liberiaanse quarantaine binnen te gaan en de verwoesting te onderzoeken die de besmettelijke ziekte heeft veroorzaakt in zowel de stedelijke als de landelijke gemeenschappen. 
Ook was zij de eerste internationale journalist die berichtte uit Chibok, het Noord-Nigeriaanse dorp van waaruit  250 schoolmeisjes werden gekidnapt door de terroristische groep Boko Haram in 2014. Hier kon zij twee meisjes interviewen die wisten te ontsnappen en haar vertelden over de ellende en de angst die zij tijdens de gevangenschap doormaakten. Haar voortdurende verslaggeving over de vermiste schoolmeisjes droeg bij aan haar onderscheiding met de CNN's Peabody Award in 2015. 
Eind 2017 reisde Elbagir naar Libië met producer Raja Razek en foto-journalist Alex Platt om meldingen van Afrikaanse migranten te onderzoeken dat zij op veilingen waren verkocht als slaaf. Gewapend met verborgen camera's in een pand buiten de hoofdstad Tripoli, waren Elbagir and Razek er getuigen van dat een dozijn Afrikaanse migranten werden geveild - sommigen voor minder dan $400 - in minder dan 10 minuten. De reportage was instrumenteel bij het treffen van niet eerder gedane V.N. -sancties tegen zes mannen, die door het V.N. Libya Sanctions Committee in juni 2018 werden geïdentificeerd als mensenhandelaar.
Elbagir schokkende reportage over deze moderne praktijk van slavenhandel in Noord Afrika, maakte een wereldwijde storm van verontwaardiging los. Tal van film- en televisie-organisaties vonden er aanleiding in haar te eren met onderscheidingen.